# Sebestyén Tinódi Lantos
Sebestyén Tinódi Lantos (Tinód, 1510 – Sárvár, 1556) è stato un poeta ungherese.
Menestrello di Bálint Török e successivamente girovago in Ungheria e Transilvania, fu autore di una Cronica (1554) in versi, narrante le gesta storiche dei paladini ungheresi contro Solimano il Magnifico.